# Natternberg (Deggendorf)

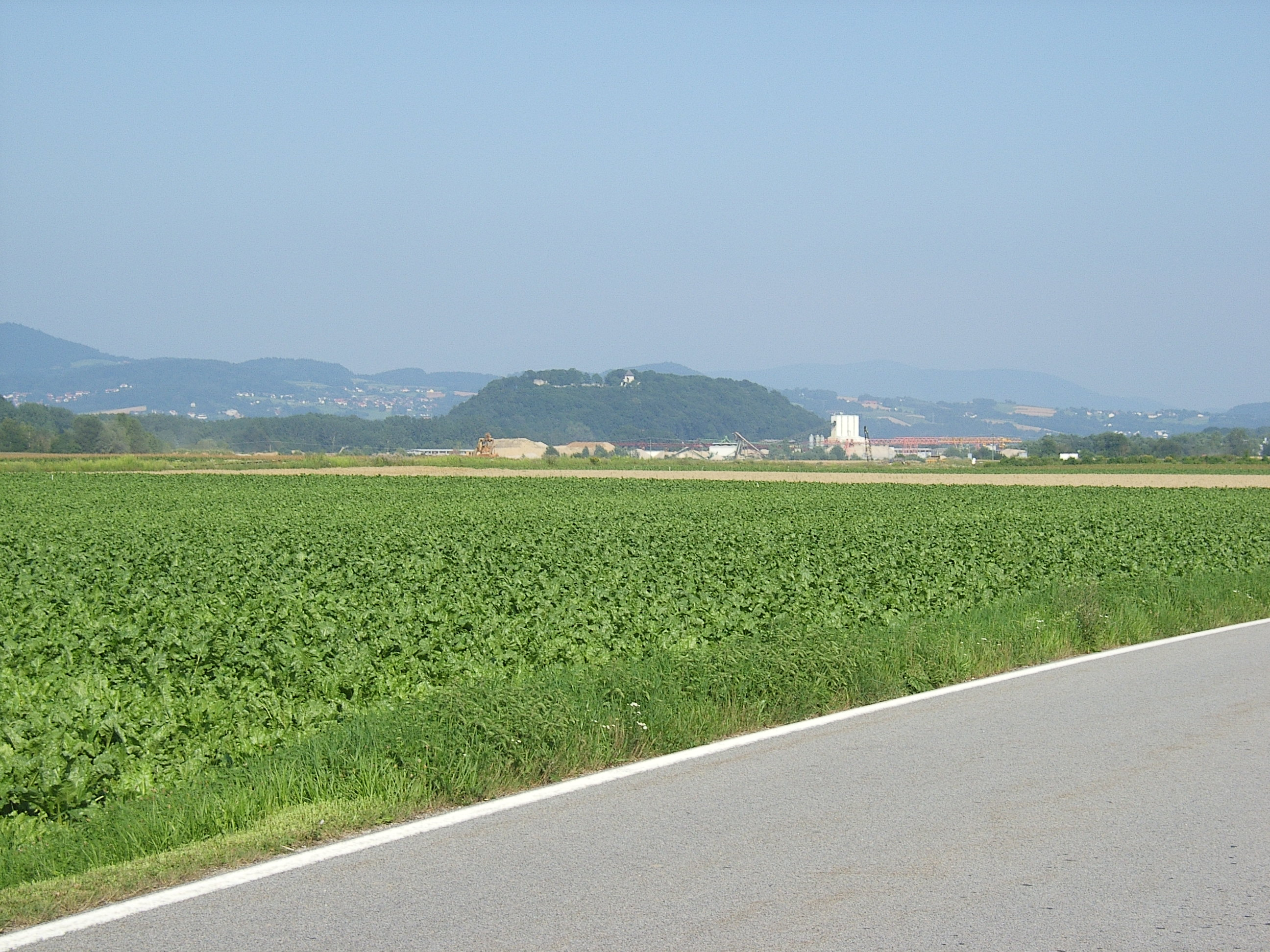
Natternberg aus der Ferne

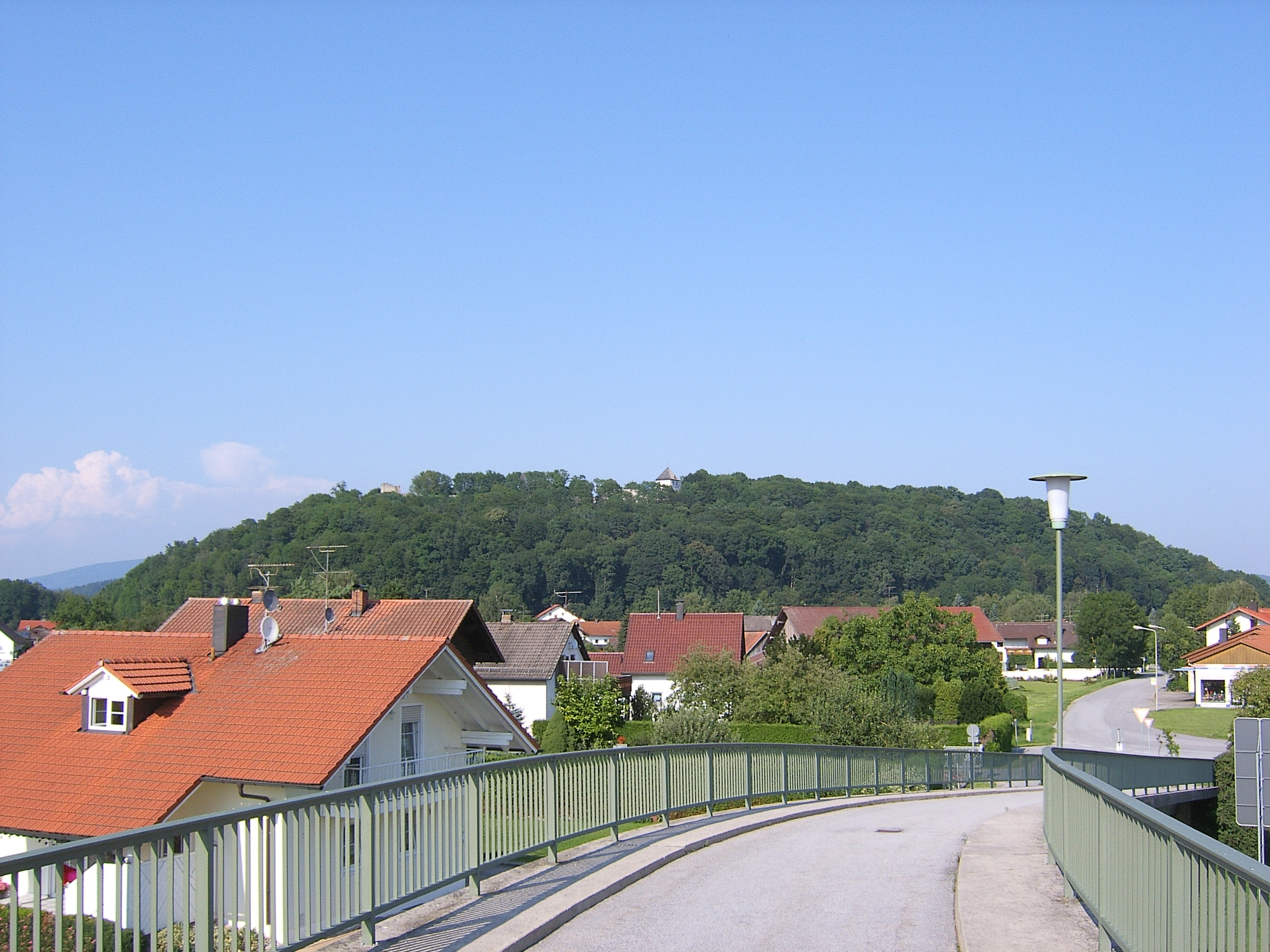
„Der Natternberg“ – Blick auf die Siedlung

Natternberg ist ein dörflich wirkender Gemeindeteil der Großen Kreisstadt Deggendorf, am rechten, südlichen Donauufer gelegen (während die eigentliche Stadt am linken Donauufer liegt).

## Geographische Lage
Der namengebende Felshügel Natternberg (384 m) ragt 65 Meter aus dem Gäuboden heraus und ist in der flachen Umgebung ein auffälliges Unikum. Ursprünglich gehört der Natternberg zum Bayerischen Wald. Infolge der Hebung der Alpen sanken aber nördlich davon auch Teile des älteren Bayerischen Walds ab; der Natternberg ist noch ein Relikt dieser Absenkung, die übriggebliebene (und mittlerweile erodierte) Spitze eines früher viel größeren Bergs.

## Geschichte von Natternberg
Auf dem Natternberg konnten Siedlungsspuren seit der Jungsteinzeit nachgewiesen werden. Spärliche Funde liegen aus der Römerzeit vor, jedoch wird vermutet, dass damals zumindest eine römische Wachstation existierte. Aus dem Frühmittelalter liegen Funde aus dem 9. und 10. Jahrhundert vor.
Die Geschichte der Burg von Natternberg beginnt mit dem Jahr 1145 als Edelsitz eines Hartwig von Natternberg, der ein Angehöriger der Grafen von Bogen war. Nach dem Aussterben dieses Geschlechts (1242) ging der Besitz an die Wittelsbacher über. Diese machten die Burg zum Sitz eines Pflegers. Hier wuchs der bayerische Herzog Heinrich der Natternberger auf und fand 21-jährig im Jahr 1333 hier auch den Tod. Die Wittelsbacher belehnten nun Peter von Egg, Feldhauptmann Kaiser Ludwigs des Bayern, mit dem Natternberg. Nachdem Peter von Egg in Ungnade gefallen war, wurde er 1337 ein Jahr lang belagert, bis er Natternberg an den Herzog zurückgab.

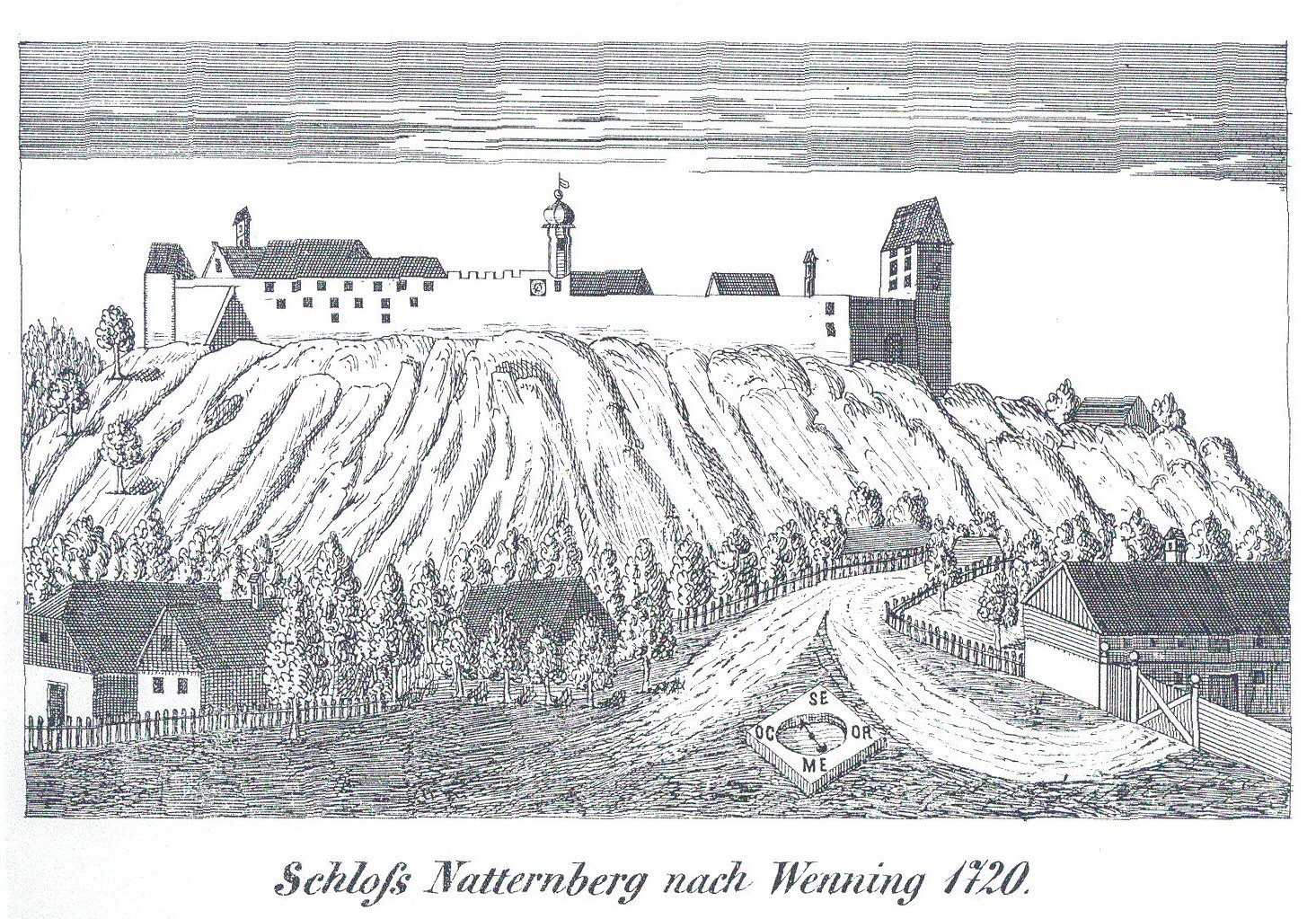
Schloss Natternberg 1720

Im Jahre 1430 erhielt Natternberg seine eigene Gerichtsbarkeit. Ein Gemälde von Hans Donauer dem Älteren von etwa 1590 im Münchner Antiquarium zeigt das damalige Aussehen der Burg. Im Dreißigjährigen Krieg sowie im Österreichischen Erbfolgekrieg wurde die Burg stark zerstört. 1802 wurde der Berg vom Bayerischen Staat verkauft. Neue Besitzer wurden die Grafen von Preysing auf Schloss Moos. 1836 verkauften sie die Burg an einen Baron Berger, der sie 1838 dem Wirt von Natternberg überließ. Nach mehreren Besitzerwechseln erwarben die Preysing die Burg zurück. Seit dem Ende des 19. Jahrhunderts bis zum Zweiten Weltkrieg war die Burg wieder bewohnt und ihr letzter Bewohner baute sogar Wein an („Natternberger Teufelskralle“). Berg und Burgruine mit ihrer hervorragenden Aussicht sind heute frei begehbar und liegen am Radwanderweg Via Danubia.
Am Ende des Zweiten Weltkrieges legten die Amerikaner bei Natternberg ein Internierungslager an, in dem etwa 4000 Deutsche und Ausländer gefangen gehalten wurden. Über die Zustände im Lager legte der Insasse Ernst von Salomon in seinem Erfolgsroman Der Fragebogen ausführlich Zeugnis ab.
Am 1. Mai 1978 wurde die bis dahin selbständige Gemeinde Natternberg in die Kreisstadt Deggendorf eingegliedert. Im Juni 2013 waren die Deggendorfer Stadtteile Natternberg und Fischerdorf besonders schwer vom Hochwasser betroffen.

### Ursprung des Namens
Etymologisch wird Natternberg gerne mit den vielen Schlangen in Verbindung gebracht, die hier ihr Unwesen treiben sollen. Wilhelm Fink vermutet jedoch, dass sich der Name aus der Römerzeit ableitet, nämlich aus dem Lateinischen „nautaris“ (Schiffer bzw. Schifferberg). Der Natternberg wäre demnach ein markanter Orientierungspunkt für die damalige Donauschifffahrt gewesen, und erst im Laufe späterer Jahrhunderte hätte sich dann die Assoziation mit den Schlangen entwickelt.

### Legenden und Sagen
Über die Entstehung des Natternbergs in der Landschaft gibt es eine Legende, welche sich die Menschen im Landkreis Deggendorf seit Urzeiten erzählen.
Sie behauptet, dass der Teufel eines Tages zur Mittagszeit einen riesigen Fels in die Donau werfen wollte, um dadurch Deggendorf zu überschwemmen.
Doch als er die Glocken vom nahegelegenen Kloster Metten hörte, habe er diesen vor Schreck kurz vor der Donau einfach fallen lassen. Daraus sei dann der Natternberg entstanden.
Eine andere Sage bildet sich um den Grafen und die Gräfin von Natternberg. Diese sollen während ihrer Jagden die Felder der Umgebung böse verwüstet haben und zur Strafe sollen sie noch heute ruhlos herumgeistern.
Eine weitere Sage berichtet, dass Karl der Große im Jahr 791 bei seinem Zug gegen die Awaren eine Donau-Brücke zwischen Metten und dem vor dem Natternberg liegenden Ort Mettenufer bauen ließ. Tatsächlich befand sich an dieser Stelle eine Überfahrt, die noch heute im Luftbild erkennbar ist und dem Ort seinen Namen gab – noch im 19. Jhdt. lautete der Ortsnahme Mettenurfahr (Mettener Überfahrt).

## Vereine
- TSV Natternberg, Sportverein (Fußball und Tennis)
- Freiwillige Feuerwehr

## Einrichtungen
Am 13. Dezember 2003 wurde das in Natternberg befindliche Elypso, ein Freizeit- und Erlebnisbad Deggendorfs, eröffnet.